# 无路可走
《无路可走》（英語：No Way Out）是一部1950年的美国黑色电影，约瑟夫·L·曼凯维奇执导，理查德·威德马克、琳达·达内尔等主演。它也是西德尼·波蒂埃和米尔德里德·乔安妮·史密斯的处女作。 
该片因露骨地表现种族暴力而颇具争议。编剧萊塞爾·塞繆爾和约瑟夫·L·曼凯维奇因它而获第23届奥斯卡金像奖最佳故事与剧本提名，但没有获奖。

## 剧情
卢瑟·布鲁克斯博士（Dr. Luther Brooks）是当地第一个非洲裔医生，抢劫未遂而被警察击伤的约翰尼（Johnny）和雷·比德尔（Ray Biddle）被送到他的医院接受治疗，但比尔德兄弟是种族主义者，在卢瑟医生施救时多次辱骂他。约翰尼在手术中去世，雷认为是卢瑟谋杀了他的兄弟，并试图报复。